# Липки (Хмельницький район)
Ли́пки (колишня назва Фердинандорф)— село в Україні, у Старосинявській селищній громаді Хмельницького району Хмельницької області. Населення становить 316 осіб.

## Історія
7 (20) листопада 1917 року, відповідно до Третього Універсалу Української Центральної Ради, увійшло до складу Української Народної Республіки.
12 червня 2020 року, відповідно до розпорядження Кабінету Міністрів України № 727-р «Про визначення адміністративних центрів та затвердження територій територіальних громад Хмельницької області», увійшло до складу Старосинявської селищної громади.
19 липня 2020 року, в результаті адміністративно-територіальної реформи та ліквідації Старосинявського району, село увійшло до складу новоутвореного Хмельницького району.

## Населення

### Мова
Розподіл населення за рідною мовою за даними перепису 2001 року:
| Мова            | Кількість | Відсоток |
| --------------- | --------- | -------- |
| українська      | 311       | 98.42%   |
| російська       | 3         | 0.95%    |
| інші/не вказали | 2         | 0.63%    |
| Усього          | 316       | 100%     |